# Селище-Костайницько
Селище-Костайницько (хорв. Selište Kostajničko) — населений пункт у Хорватії, в Сисацько-Мославинській жупанії у складі міста Хорватська Костайниця.

## Населення
Населення за даними перепису 2011 року становило 102 осіб.
Динаміка чисельності населення поселення:

## Клімат
Середня річна температура становить 11,08 °C, середня максимальна – 25,24 °C, а середня мінімальна – -5,55 °C. Середня річна кількість опадів – 992 мм.
| Клімат поселення                              | Клімат поселення | Клімат поселення | Клімат поселення | Клімат поселення | Клімат поселення | Клімат поселення | Клімат поселення | Клімат поселення | Клімат поселення | Клімат поселення | Клімат поселення | Клімат поселення | Клімат поселення |
| Показник                                      | Січ.             | Лют.             | Бер.             | Квіт.            | Трав.            | Черв.            | Лип.             | Серп.            | Вер.             | Жовт.            | Лист.            | Груд.            |                  |
| Середній максимум, °C                         | 7,16             | 8,86             | 13,23            | 17,56            | 22,07            | 25,24            | 24,18            | 23,58            | 19,98            | 15,20            | 9,68             | 5,57             |                  |
| Середня температура, °C                       | 0,81             | 2,50             | 6,88             | 11,21            | 15,72            | 18,90            | 20,64            | 20,06            | 16,44            | 11,65            | 6,13             | 2,02             |                  |
| Середній мінімум, °C                          | −5,55            | −3,84            | 0,53             | 4,87             | 9,38             | 12,56            | 17,10            | 16,52            | 12,91            | 8,13             | 2,60             | −1,52            |                  |
| Норма опадів, мм                              | 62               | 60               | 71               | 83               | 87               | 96               | 89               | 89               | 88               | 91               | 97               | 79               |                  |
| Середньомісячна швидкість вітру, м/с          | 1.62             | 1.81             | 2.20             | 2.11             | 1.95             | 1.79             | 1.73             | 1.60             | 1.58             | 1.65             | 1.66             | 1.70             |                  |
| Середньомісячна сонячна радіація, кДж/м²·день | 4375             | 7180             | 10846            | 15340            | 19534            | 21790            | 22878            | 19792            | 14753            | 9200             | 4924             | 3606             |                  |
| --------------------------------------------- | ---------------- | ---------------- | ---------------- | ---------------- | ---------------- | ---------------- | ---------------- | ---------------- | ---------------- | ---------------- | ---------------- | ---------------- | ---------------- |
| Джерело:                                      |                  |                  |                  |                  |                  |                  |                  |                  |                  |                  |                  |                  |                  |